# Hirkî, Sînelnîkove
Hirkî (în ucraineană Гірки) este localitatea de reședință a comunei Hirkî din raionul Sînelnîkove, regiunea Dnipropetrovsk, Ucraina.

## Demografie
Componența lingvistică a localității Hirkî
     Ucraineană (84,83%)
     Rusă (12,38%)
     Română (1,86%)
     Alte limbi (0,31%)
Conform recensământului din 2001, majoritatea populației localității Hirkî era vorbitoare de ucraineană (84,83%), existând în minoritate și vorbitori de rusă (12,38%) și română (1,86%).